# Antiffa Vänsterfitta
Lasse Långström, född 21 juli 1986 i Naverstads församling i dåvarande Göteborgs och Bohus län, är en svensk filmregissör och politisk aktivist. Han är verksam i Göteborg och verkar under pseudonymen Antiffa Vänsterfitta.

## Biografi
Antiffas filmer är queeranarkistiskt politiska och innehåller en del erotik, där karaktärerna ofta gestaltas av eller är transpersoner.
Antiffas långfilmsdebut, musikalfilmen Folkbildningsterror, är ideellt skapad av medlemmar från den queeranarkistiska rörelsen och tog två år att spela in.
Antiffa har gått kandidatprogrammet i filmisk gestaltning på Akademin Valand i Göteborg och Antiffas examensfilm därifrån, Vem ska knulla pappa?, hade världspremiär på Göteborg Film Festival 2017.  Filmen belönades 2018 med priset för Bästa experimentella film på den årliga franska HBTQ-filmfestivalen Zinegoak.

## Filmografi
- 2010 – Chako Paul City - ett resereportage från den lesbiska byn i Norrland (kortfilm, samregisserad med Leo Palmestål)[5]
- 2011 – Sedelärande instruktionsmusikal i revolutionärt uppförande (kortfilm)[6]
- 2013 – Robert Frank (kortfilm)[3]
- Systerskap och tuggummi (kortfilm)[2][7]
- 2014 – Folkbildningsterror[3]
- 2015 – Raka mig, spegla mig (kortfilm)[3]
- 2017 – Vem ska knulla pappa? (kortfilm)[3]
- 2020 – Antifa Faggots[8]

## Utställningar
- 2020 – Fantasiskogen, Galleri 54 28-30 augusti 2020[8]